# Tjikke boem
Tjikke boem is een single van K3, uitgebracht op 20 april 2022. Het is de derde single van K3 in de bezetting van Julia Boschman, Hanne Verbruggen en Marthe De Pillecyn.

## Achtergrond
Het nummer was voor het eerst te horen tijdens de finale van het televisieprogramma K2 zoekt K3 op 27 november 2021. Het is tevens een van de twaalf nummers op het album Waterval, dat in december 2021 uitkwam. Oorspronkelijk zou Tjikke boem in maart 2022 als single worden uitgebracht, maar er werd besloten om voorrang te geven aan de single Nooit meer oorlog.
Tijdens de tournee Kom erbij! (2022) is het nummer onderdeel van de setlist.

## Videoclip
De videoclip verscheen op 22 april 2022 om 17.00 uur. Het was de derde videoclip van K3 in deze formatie. Voor de videoclip werd gebruik gemaakt van een green screen en werd het decor er digitaal aan toegevoegd.